# Anly
Anly (née le 20 janvier 1997) est une auteure, compositrice et interprète pop japonaise originaire d'Ie, Okinawa. Elle commence  à jouer de la guitare à l'âge de six ans et commence à écrire de la musique au collège. Au lycée, elle joue en live dans différents endroits d'Okinawa et de Tokyo, ce qui lui permet de sortir deux singles indépendants en 2015 avant de signer chez Sony Music Records. Elle a sorti son premier single « Taiyō ni Warae » en 2015 et son premier album Anly One en 2017. Anly effectue une tournée européenne en 2023 avec notamment des concerts en Angleterre et en Allemagne.

## Biographie
Anly est née à Iejima, une île d'Okinawa, au Japon. Après que son père lui ait enseigné les accords de base, elle a appris le reste principalement par elle-même jusqu'à la troisième année, époque à laquelle elle a commencé à jouer des chansons à l'oreille .Elle voulait devenir chanteuse depuis son plus jeune âge, mais comme elle voulait chanter ses propres chansons, elle a commencé à écrire des paroles alors qu'elle était en deuxième année de collège. L'année suivante, alors qu'elle était en troisième année de collège, elle commence à composer sa propre musique et pense à devenir auteur-compositeur-interprète.
Anly a commencé à se produire dans des salles de concert à Iejima et plus tard à Naha,,. Anly a sorti son premier single indépendant « Sixteen » le 19 janvier 2015. Après avoir obtenu son diplôme d'études secondaires début 2015, elle a été sélectionnée pour assurer la première partie de Miwa dans un live house à Naha dans le cadre de la tournée acoustique live de Miwa Acoguissimo en juin,. Plus tard cette année-là, elle a été découverte dans une maison de concert à Shimokitazawa, Setagaya, Tokyo et a été embauchée comme journaliste pour J-Wave pour le Fuji Rock Festival 2015 et le Summer Sonic Festival 2015,,. Anly a sorti son deuxième single indépendant "Bye-Bye" le 26 août 2015, qui comprenait une reprise de " Please Don't Say You Love Me " de Gabrielle Aplin,.